# Valea Rece, Mureș
Valea Rece este un sat în comuna Band din județul Mureș, Transilvania, România.